# Kurveintegral
Et kurveintegral er i matematiken et integral hvor den funktion der skal integreres evalueres langs en kurve. Det må ikke forveksles med det integral hvormed man kan finde kurvelængden.
Den funktion der skal integreres kan være et skalar- eller vektorfelt. Værdien af kurveintegralet, er summen af alle værdierne langs kurven, og denne skal være angivet som en parametrisering mellem kurvens endepunkter.
Hvis kurven er lukket kaldes integralet for et lukket kurveintegral eller et konturintegral.

## Vektoranalyse
Et kurveintegral indenfor vektoranalysen er et integral af et skalar- eller vektorfelt langs en kurve C. Hvis kurven kan parametriseres med en funktion {\displaystyle \mathbf {r} (t)\,,a\leq t\leq b}, kan kurveintegralet for et skalarfelt defineres ved
{\displaystyle \int _{C}\phi \,ds=\int _{a}^{b}\phi (\mathbf {r} (t))|\mathbf {r} '(t)|dt}
og for et vektorfelt
{\displaystyle \int _{C}\mathbf {A} \cdot \mathbf {dr} =\int _{a}^{b}\mathbf {A} (\mathbf {r} (t))\cdot \mathbf {r} '(t)dt}
Hvis kurven C er lukket, kaldes kurveintegralet for et lukket integral og betegnes
{\displaystyle \oint _{C}\mathbf {A} \cdot \mathbf {dr} }
Stokes sætning beskriver sammenhængen mellem lukkede kurveintegraler og fladeintegraler.

## Fundamentalsætningen for kurveintegraler
Hvis et vektorfelt F er gradienten til et skalarfelt G (dvs. F er et konservativt felt)
{\displaystyle \nabla G=\mathbf {F} ,}
så er den afledte af den sammensatte funktion af G og r(t)
{\displaystyle {\frac {dG(\mathbf {r} (t))}{dt}}=\nabla G(\mathbf {r} (t))\cdot \mathbf {r} '(t)=\mathbf {F} (\mathbf {r} (t))\cdot \mathbf {r} '(t)}
hvilket er identisk med integranden for kurveintegralet af F langs r(t). Det følger at, givet kurven C, så har vi
{\displaystyle \int _{C}\mathbf {F} (\mathbf {r} )\cdot \,d\mathbf {r} =\int _{a}^{b}\mathbf {F} (\mathbf {r} (t))\cdot \mathbf {r} '(t)\,dt=\int _{a}^{b}{\frac {dG(\mathbf {r} (t))}{dt}}\,dt=G(\mathbf {r} (b))-G(\mathbf {r} (a)).}
Med andre ord, integralet af F over C afhænger kun af værdierne af G i endepunkterne r(b) og r(a), og er dermed uafhængig af den valgte vej.

Fundamentalsætningen for kurveintegraler kaldes også for Gradient teoremet.
| Matematik | Spire Denne artikel om matematik er en spire som bør udbygges. Du er velkommen til at hjælpe Wikipedia ved at udvide den. |